# Cantone di Marmande-Est
Il Cantone di Marmande-Est era una divisione amministrativa dell'arrondissement di Marmande.
È stato soppresso a seguito della riforma complessiva dei cantoni del 2014, che è entrata in vigore con le elezioni dipartimentali del 2015.
Comprendeva parte della città di Marmande e i comuni di
- Agmé
- Birac-sur-Trec
- Fauguerolles
- Gontaud-de-Nogaret
- Hautesvignes
- Longueville
- Saint-Pardoux-du-Breuil
- Taillebourg
- Virazeil